# استون سافت
استون سافت (انگلیسی: Stonesoft) شرکت نرم‌افزار فنلاندی است، که در سال ۱۹۸۷ تأسیس شد.